# فرودگاه شهرستان گرینزبرگ-دکاتور
فرودگاه شهرستان گرینزبرگ-دکاتور (به انگلیسی: Greensburg-Decatur County Airport) (موقعیت‌یاب اف‌آآ: I34) یک فرودگاه همگانی است که در گرینزبرگ، ایندیانا قرار دارد